# Chiesa di Santa Lucia (Luciana)
La chiesa di Santa Lucia si trova a Luciana, frazione del comune di Fauglia, nella provincia di Pisa.

## Storia
La chiesa fu costruita nel 1740 ampliando un preesistente edificio, citato già nel 1227. Gravemente danneggiata dal sisma del 1846, fu restaurata nel 1856.

## Descrizione
L'interno è ad unica navata absidata con due cappelle laterali. Di particolare valore l'Adorazione dei pastori e l'Adorazione dei Magi, attribuiti alla scuola di Pietro da Cortona, della seconda metà del XVII secolo. Interessante è la tavola con San Ranieri, perché è un frammento di una decorazione realizzata per una festività religiosa, destinata ad essere rimossa e distrutta. L'abside è ornata con un ciclo di decorazioni musive ottocentesche, con al centro la figura di Santa Lucia in gloria. Sopra l'altare maggiore in marmi policromi, la venerata statua di Santa Lucia, del 1820.